# 魔法少女アニメの一覧
魔法少女アニメの一覧（まほうしょうじょアニメのいちらん）を以下に示す。魔法少女アニメとは魔法少女が主役・主人公のアニメのことである。魔法少女アニメには、超能力などの魔法以外の力が出てくる作品や、美少女が変身し戦う、魔法が公知の世界で魔法使いが活躍するといった形式の作品もある。また、魔法少女アニメに歴史的な関連性を持つ他ジャンルの作品も、参考とするため、本一覧に含めた。

## 魔法少女アニメの略史
最初の魔法少女アニメは、1966年に東映動画が制作した『魔法使いサリー』である。これは、魔法の国の王女サリーがその魔法の力で活躍するというストーリーで、アメリカのテレビドラマ『奥さまは魔女』が子どもたちの人気を得ていたことがきっかけとなって制作された。『魔法使いサリー』は日本最初の少女向けテレビアニメでもあった。この大ヒットに影響を受ける形で、東映動画は1960年第後半から1980年にかけて、不思議な力を持つ少女が活躍するテレビアニメを9本制作した。
1980年代には葦プロダクションの『魔法のプリンセス ミンキーモモ』、スタジオぴえろの『魔法少女シリーズ』が魔法少女アニメの新しい流れを作った。1992年から放送された『美少女戦士セーラームーン』シリーズは5人の美少女が惑星の戦士に変身し敵と戦うというストーリーで、従来の少女向けアニメ、魔法少女アニメの要素に加え、戦隊物の要素も加わり、男女問わず幅広い層に支持された。

## 凡例
題名
作品の名称を記す。複数のシーズンからなり、各シーズンが強い連続性を持っていて分離して記述する意義のない作品はシリーズ名で一括して掲載する
公表年
アニメとして初めて公表された年を記す。
「（参考）」と記したのは、魔法少女アニメに歴史的な関連性を持つ実写・映画などの作品である。その場合に魔法少女に相当する役割の登場人物がいれば、その解説も加えた。
分類
検索の便のため、シリーズ名または大まかな分類を示す。
魔法少女の名前
作品の主役である魔法少女の名前。
魔法少女としての名前以外に本名が別にある場合、必要に応じて（）内に本名を記す。
また、主役以外に重要な役割を持つ魔法少女が登場する場合、「／」で区切って記す。
主人公の年齢(層)
作品の主役である魔法少女の年齢(層)。
○年生か○歳などを記す。
出自
主役の魔法少女の出自（どういった経緯で魔法の力を手に入れたかなど）を簡単に記す。
目的・使命
主役の魔法少女が果たすべき使命、または、活動する目的を記す。
力の特徴
魔法少女の持つ力の特徴を簡単に記す。
- 能力の不足や設定上の特別な制約を除いて、望んだことがなんでもできる場合は「万能」と記す。
- 変身することで戦う力を得る場合、「戦闘形態への変身」と記す。

なお、必殺技の類は記載しない。

## 主な作品一覧
| 公表年       | 題名                                                          | 分類                                         | 制作                                         |
| ------------ | ------------------------------------------------------------- | -------------------------------------------- | -------------------------------------------- |
| 1964（参考） | 奥さまは魔女                                                  | 実写ドラマ、コメディ                         | ABC                                          |
| 1966         | 魔法使いサリー                                                | 東映魔女っ子シリーズ                         | 東映動画                                     |
| 1969         | ひみつのアッコちゃん                                          | 東映魔女っ子シリーズ                         | 東映動画                                     |
| 1970         | 魔法のマコちゃん                                              | 東映魔女っ子シリーズ                         | 東映動画                                     |
| 1971         | さるとびエッちゃん                                            | 東映魔女っ子シリーズ、忍者                   | 東映動画                                     |
| 1971（参考） | 好き! すき!! 魔女先生                                         | 特撮ドラマ／戦闘美少女                       | 東映                                         |
| 1972         | 魔法使いチャッピー                                            | 東映魔女っ子シリーズ                         | 東映動画                                     |
| 1973         | ミラクル少女リミットちゃん                                    | 東映魔女っ子シリーズ、SF                     | 東映動画                                     |
| 1973（参考） | キューティーハニー                                            | 戦闘美少女、SF                               | 東映                                         |
| 1974         | 魔女っ子メグちゃん                                            | 東映魔女っ子シリーズ                         | 東映動画                                     |
| 1976（参考） | 5年3組魔法組                                                  | 特撮ドラマ                                   | 東映                                         |
| 1978（参考） | 透明ドリちゃん                                                | 特撮ドラマ                                   | 東映                                         |
| 1978         | 魔女っ子チックル                                              | 東映魔女っ子シリーズに加える場合もある       | 東映（ネオメディア、日本サンライズ、風プロ） |
| 1979         | 花の子ルンルン                                                | 東映魔女っ子シリーズ                         | 東映動画                                     |
| 1980         | 魔法少女ララベル                                              | 東映魔女っ子シリーズ                         | 東映動画                                     |
| 1982         | 魔法のプリンセス ミンキーモモ                                 | 魔法少女、女児向け                           | 葦プロダクション                             |
| 1983         | 魔法の天使クリィミーマミ                                      | ぴえろ魔法少女シリーズ                       | スタジオぴえろ                               |
| 1984         | 魔法の妖精ペルシャ                                            | ぴえろ魔法少女シリーズ                       | スタジオぴえろ                               |
| 1985         | 魔法のスター マジカルエミ                                     | ぴえろ魔法少女シリーズ                       | スタジオぴえろ                               |
| 1986         | 魔法のアイドル パステルユーミ                                 | ぴえろ魔法少女シリーズ                       | スタジオぴえろ                               |
| 1988         | ひみつのアッコちゃん                                          | 魔法少女、女児向け                           | 東映動画                                     |
| 1988（参考） | ハーバーライト物語（ストーリー）〜ファッションララより〜      | ぴえろ魔法少女シリーズOVA                    | スタジオぴえろ                               |
| 1989（参考） | 魔法少女ちゅうかなぱいぱい!                                   | 特撮ドラマ、変身ヒロイン/コメディ            | 東映                                         |
| 1989（参考） | 魔女の宅急便                                                  | ファンタジー                                 | スタジオジブリ                               |
| 1989         | 魔法使いサリー                                                | 魔法少女、女児向け                           | 東映動画                                     |
| 1990（参考） | 美少女仮面ポワトリン                                          | 特撮ドラマ、戦闘美少女/コメディ              | 東映                                         |
| 1990         | 魔法のエンジェル スイートミント                               | 魔法少女、女児向け                           | 葦プロダクション                             |
| 1991         | 魔法のプリンセス ミンキーモモ 夢を抱きしめて                  | 魔法少女、女児向け                           | 葦プロダクション                             |
| 1992         | 花の魔法使いマリーベル                                        | 魔法少女、女児向け                           | 葦プロダクション                             |
| 1992         | 美少女戦士セーラームーンシリーズ                              | 戦闘美少女、女児向け                         | 東映動画                                     |
| 1992         | ヤダモン                                                      | ファンタジー                                 | グループ・タック                             |
| 1992         | 姫ちゃんのリボン                                              | 魔法少女、女児向け                           | スタジオぎゃろっぷ                           |
| 1994         | 赤ずきんチャチャ                                              | 異世界ファンタジー/コメディ、女児向け        | スタジオぎゃろっぷ                           |
| 1994         | 愛と勇気のピッグガール とんでぶーりん                         | 変身ヒロイン/コメディ、女児向け              | ASATSU／日本アニメーション                   |
| 1994         | 魔法騎士レイアース                                            | 異世界ファンタジー/戦闘美少女、女児向け      | 東京ムービー                                 |
| 1995         | 愛天使伝説ウェディングピーチ                                  | 戦闘美少女、女児向け                         | ケイエスエス                                 |
| 1995         | ナースエンジェルりりかSOS                                     | 戦闘美少女、女児向け                         | スタジオぎゃろっぷ                           |
| 1995         | 怪盗セイント・テール                                          | 変身ヒロイン、女児向け                       | 東京ムービー                                 |
| 1996         | 魔法使いTai!                                                  | 魔法少女/学園ファンタジー                    | トライアングルスタッフ                       |
| 1996         | 魔法少女プリティサミー                                        | 戦闘美少女、青年向け                         | AIC                                          |
| 1997         | 少女革命ウテナ                                                | 戦闘美少女、女児向け                         | J.C.STAFF                                    |
| 1997         | キューティーハニーF                                           | 戦闘美少女、女児向け                         | 東映アニメーション                           |
| 1998         | ふしぎ魔法ファンファンファーマシィー                          | 魔法少女、女児向け                           | 東映アニメーション                           |
| 1998         | ひみつのアッコちゃん                                          | 魔法少女、女児向け                           | 東映アニメーション                           |
| 1998         | カードキャプターさくら                                        | 魔法少女、女児向け                           | マッドハウス                                 |
| 1998         | 魔法のステージ ファンシーララ                                 | ぴえろ魔法少女シリーズ                       | スタジオぴえろ                               |
| 1998         | スーパードール★リカちゃん                                     | 魔法少女、女児向け                           | マッドハウス                                 |
| 1999         | おジャ魔女どれみシリーズ                                      | 変身ヒロイン、女児向け                       | 東映アニメーション                           |
| 1999         | 神風怪盗ジャンヌ                                              | 戦闘美少女、女児向け                         | 東映アニメーション                           |
| 1999         | コレクター・ユイ                                              | 戦闘美少女/SF、女児向け                      | 日本アニメーション／NHKエンタープライズ21    |
| 2000         | Cardcaptors                                                   | 「カードキャプターさくら」の北米編集版       | マッドハウス                                 |
| 2001         | Cosmic Baton Girl コメットさん☆                               | 変身ヒロイン、女児向け                       | 日本アニメーション／シナジージャパン         |
| 2002         | 満月をさがして                                                | 変身ヒロイン、女児向け                       | スタジオディーン                             |
| 2002         | ナースウィッチ小麦ちゃんマジカルて                            | 邪道魔法少女、青年向け                       | タツノコプロ／京都アニメーション             |
| 2002         | プリンセスチュチュ                                            | メタファンタジー／バレエアニメ、女児向け     | ハルフィルムメーカー                         |
| 2002         | 東京ミュウミュウ                                              | 戦闘美少女/SF、女児向け                      | ぴえろ                                       |
| 2003         | マーメイドメロディぴちぴちピッチシリーズ                      | 戦闘美少女、女児向け                         | アクタス                                     |
| 2003         | ウルトラマニアック                                            | 魔法少女、女児向け                           | 葦プロダクション                             |
| 2004         | ふたりはプリキュア／ふたりはプリキュア Max Heart              | プリキュアシリーズ                           | 東映アニメーション                           |
| 2004         | 魔法少女隊アルス                                              | 異世界ファンタジー、女児向け                 | STUDIO 4℃                                    |
| 2004         | 魔法少女リリカルなのはシリーズ                                | 戦闘美少女、青年向け                         | セブン・アークス                             |
| 2004         | ウィッチ -W.I.T.C.H.-                                         | 戦闘美少女/異世界ファンタジー、女児向け      | シップ・アニメーション                       |
| 2004         | Winx Clubシリーズ                                             | 戦闘美少女/異世界ファンタジー、女児向け      | レインボーS.r.l.                             |
| 2005         | 撲殺天使ドクロちゃん                                          | 邪道魔法少女、青年向け                       | ハルフィルムメーカー                         |
| 2005         | ふしぎ星の☆ふたご姫                                           | 異世界ファンタジー、女児向け                 | バースデイ                                   |
| 2005         | シュガシュガルーン                                            | 魔法少女、女児向け                           | studioぴえろ                                 |
| 2005         | まじかるカナン                                                | 戦闘美少女、青年向け                         | AIC ASTA                                     |
| 2005         | 奥さまは魔法少女                                              | 青年向け                                     | J.C.STAFF                                    |
| 2005         | 魔女っ娘つくねちゃん                                          | 青年向け                                     | XEBEC                                        |
| 2006         | ふたりはプリキュア Splash Star                                | プリキュアシリーズ                           | 東映アニメーション                           |
| 2006         | 大魔法峠                                                      | 邪道魔法少女、青年向け                       | スタジオバルセロナ                           |
| 2006         | 砂沙美☆魔法少女クラブ                                         | 青年向け                                     | AIC                                          |
| 2006         | 出ましたっ!パワパフガールズZ                                  | 戦闘美少女、女児向け                         | 東映アニメーション                           |
| 2007         | Yes!プリキュア5／Yes!プリキュア5GoGo!                         | プリキュアシリーズ                           | 東映アニメーション                           |
| 2007         | オシャレ魔女 ラブandベリー しあわせのまほう                   | 女児向け                                     | トムス・エンタテインメント                   |
| 2007         | かみちゃまかりん                                              | 戦闘美少女、女児向け                         | サテライト                                   |
| 2007         | もえたん                                                      | 青年向け                                     | アクタス                                     |
| 2007         | しゅごキャラ!シリーズ                                         | 変身ヒロイン、女児向け                       | サテライト                                   |
| 2008         | ストライクウィッチーズシリーズ                                | 戦闘美少女、青年向け                         | GONZO→AIC→SILVER LINK.                       |
| 2009         | フレッシュプリキュア!                                         | プリキュアシリーズ                           | 東映アニメーション                           |
| 2009         | ジュエルペットシリーズ                                        | 変身ヒロイン、女児向け                       | スタジオコメット                             |
| 2009         | あにゃまる探偵 キルミンずぅ                                   | 変身ヒロイン、女児向け                       | サテライト／JM ANIMATION                     |
| 2010         | ハートキャッチプリキュア!                                     | プリキュアシリーズ                           | 東映アニメーション                           |
| 2010         | ひめチェン!おとぎちっくアイドル リルぷりっ                    | 変身ヒロイン、女児向け                       | テレコム・アニメーションフィルム             |
| 2011         | 魔法少女まどか☆マギカ                                         | 戦闘美少女、青年向け                         | シャフト                                     |
| 2011         | スイートプリキュア♪                                           | プリキュアシリーズ                           | 東映アニメーション                           |
| 2011         | 快盗天使ツインエンジェル〜キュンキュン☆ときめきパラダイス!!〜 | 戦闘美少女、青年向け                         | J.C.STAFF                                    |
| 2011         | 放課後のプレアデス                                            | 戦闘美少女、青年向け                         | GAINAX                                       |
| 2012         | スマイルプリキュア!                                           | プリキュアシリーズ                           | 東映アニメーション                           |
| 2012         | ブラック★ロックシューター                                     | 戦闘美少女、青年向け                         | BRS on TV                                    |
| 2012         | 黒魔女さんが通る!!                                            | ファンタジー、女児向け                       | シンエイ動画                                 |
| 2013         | ドキドキ!プリキュア                                           | プリキュアシリーズ                           | 東映アニメーション                           |
| 2013         | Fate/kaleid liner プリズマ☆イリヤシリーズ                     | 戦闘美少女、青年向け                         | SILVER LINK.                                 |
| 2013         | リトルウィッチアカデミアシリーズ                              | 学園ファンタジー                             | TRIGGER                                      |
| 2014         | ハピネスチャージプリキュア!                                   | プリキュアシリーズ                           | 東映アニメーション                           |
| 2014         | 結城友奈は勇者である                                          | 戦闘美少女、青年向け                         | Studio五組                                   |
| 2014         | まじもじるるも                                                | 少年向け                                     | J.C.STAFF                                    |
| 2014         | アイドルプリンセス★ロリロック                                 | 戦闘美少女、ファンタジー、アイドル、少女向け | Marathon Media                               |
| 2014         | ウィッチクラフトワークス                                      | 学園ファンタジー、青年向け                   | J.C.STAFF                                    |
| 2015         | Go!プリンセスプリキュア                                       | プリキュアシリーズ                           | 東映アニメーション                           |
| 2015         | マジカルパティシエ小咲ちゃん!!                                | 青年向け                                     | シャフト                                     |
| 2015         | 悪魔バスター★スター・バタフライ                               | 戦闘美少女/SFファンタジー、少女向け          | ディズニー・チャンネル                       |
| 2015         | 美男高校地球防衛部LOVE!／美男高校地球防衛部LOVE!LOVE!         | 学園コメディ、女性向け                       | ディオメディア／スタジオコメット             |
| 2016         | 魔法つかいプリキュア!                                         | プリキュアシリーズ                           | 東映アニメーション                           |
| 2016         | 魔法少女なんてもういいですから。                              | 青年向け                                     | PINE JAM                                     |
| 2016         | ふらいんぐうぃっち                                            | 少年向け                                     | J.C.STAFF                                    |
| 2016（参考） | 魔法少女?なりあ☆がーるず                                      | 青年向け                                     | バウンスィ                                   |
| 2016         | 終末のイゼッタ                                                | 青年向け                                     | 亜細亜堂                                     |
| 2016         | 装神少女まとい                                                | 青年向け                                     | WHITE FOX                                    |
| 2016         | 魔法少女育成計画                                              | 青年向け                                     | Lerche                                       |
| 2017         | キラキラ☆プリキュアアラモード                                 | プリキュアシリーズ                           | 東映アニメーション                           |
| 2018         | メルヘン・メドヘン                                            | 青年向け                                     | フッズエンタテインメント                     |
| 2018         | HUGっと!プリキュア                                            | プリキュアシリーズ                           | 東映アニメーション                           |
| 2018         | 魔法少女サイト                                                | 青年向け                                     | production dóA                               |
| 2018         | 魔法少女 俺                                                   | 青年向け                                     | ぴえろプラス                                 |
| 2019         | 魔法少女特殊戦あすか                                          | 青年向け                                     | ライデンフィルム                             |
| 2019         | スター☆トゥインクルプリキュア                                 | プリキュアシリーズ                           | 東映アニメーション                           |
| 2019         | まちカドまぞくシリーズ                                        | 青年向け、コメディ                           | J.C.STAFF                                    |
| 2020         | マギアレコード 魔法少女まどか☆マギカ外伝                      | 戦闘美少女、青年向け                         | シャフト                                     |
| 2020         | ヒーリングっど♥プリキュア                                     | プリキュアシリーズ                           | 東映アニメーション                           |
| 2020         | キャッチ!ティニピンシリーズ                                   | 魔法少女                                     | SAMG Entertainment                           |
| 2020         | カードファイト!! ヴァンガード外伝 イフ-if-                    | カードゲーム、魔法少女、学園、ファンタジー   | OLM                                          |
| 2020         | ミュークルドリーミーシリーズ                                  | 変身ヒロイン、女児向け、ファンタジー         | J.C.STAFF                                    |
| 2021         | トロピカル〜ジュ!プリキュア                                   | プリキュアシリーズ                           | 東映アニメーション                           |
| 2021         | ワッチャプリマジ!                                             | 魔法少女/変身ヒロイン、アイドル、女児向け    | タツノコプロ、DONGWOO A&E                    |
| 2022         | デリシャスパーティ♡プリキュア                                 | プリキュアシリーズ                           | 東映アニメーション                           |
| 2022         | ブラック★★ロックシューター DOWN FALL                          | 戦闘美少女、青年向け                         | バイブリーアニメーションスタジオ             |
| 2023         | ひろがるスカイ!プリキュア                                     | プリキュアシリーズ                           | 東映アニメーション                           |
| 2023         | 魔法少女マジカルデストロイヤーズ                              | 青年向け                                     | バイブリーアニメーションスタジオ             |
| 2024         | 魔法少女にあこがれて                                          | 青年向け、コメディ                           | 旭プロダクション                             |
| 2024         | わんだふるぷりきゅあ!                                         | プリキュアシリーズ                           | 東映アニメーション                           |
| 2024         | かつて魔法少女と悪は敵対していた。                            | 青年向け、ラブコメ                           | ボンズ                                       |
| 2024         | 株式会社マジルミエ                                            | 青年向け                                     | J.C.STAFF                                    |
| 2024         | アクロトリップ                                                | 少女向け、コメディ                           | Voil                                         |
| 2025         | キミとアイドルプリキュア♪                                     | プリキュアシリーズ                           | 東映アニメーション                           |
| 2025         | プリンセッション・オーケストラ                                | 魔法少女/変身ヒロイン、女児向け              | SILVER LINK.                                 |

## 主人公の設定
| 年           | 題名                                                          | 主人公                                                              | 主人公の年齢(層)                                                            | 出自                                                           | 目的・使命 |
| ------------ | ------------------------------------------------------------- | ------------------------------------------------------------------- | --------------------------------------------------------------------------- | -------------------------------------------------------------- | --- |
| 1964（参考） | 奥さまは魔女                                                  | サマンサ                                                            | 不明(見た目は20~30代前後)                                                   | 魔女                                                           | 一時期、魔法の国の女王に任命されていた                                                                               |
| 1966         | 魔法使いサリー                                                | 夢野サリー                                                          | 人間界では小学5年生                                                         | 魔法の国の王女                                                 | |
| 1969         | ひみつのアッコちゃん                                          | 加賀美あつ子                                                        | 小学5年生                                                                   | 鏡の精から魔法のコンパクトを授かる                             | |
| 1970         | 魔法のマコちゃん                                              | 浦島マコ                                                            | 15歳                                                                        | 人魚                                                           | 人間との恋愛 |
| 1971         | さるとびエッちゃん                                            | 猿飛エツ子                                                          | 小学3年生                                                                   | 忍者                                                           | |
| 1971（参考） | 好き! すき!! 魔女先生                                         | アンドロ仮面（月ひかる）                                            | 21歳                                                                        | 惑星連合の平和監視員                                           | |
| 1972         | 魔法使いチャッピー                                            | チャッピー                                                          | 小学低学年生(見た目は8~10歳)                                                | 魔法の国の住人                                                 | |
| 1973         | ミラクル少女リミットちゃん                                    | 西山リミット                                                        | 小学5年生                                                                   | サイボーグ                                                     | |
| 1973（参考） | キューティーハニー                                            | キューティーハニー（如月ハニー）                                    | 16歳                                                                        | アンドロイド                                                   | 自身を狙うパンサークロー一味と戦う                                                                                   |
| 1974         | 魔女っ子メグちゃん                                            | メグ／ノン                                                          | 中学3年生                                                                   | 魔法の国の住人                                                 | 女王になるための修行・審査                                                                                           |
| 1978         | 魔女っ子チックル                                              | チックル                                                            | 小学5年生                                                                   | 魔法の国の住人                                                 | |
| 1979         | 花の子ルンルン                                                | ルンルン                                                            | 12歳                                                                        | 花の精と人間の間に生まれた「花の子」の子孫                     | 七色の花をさがす |
| 1980         | 魔法少女ララベル                                              | ララベル                                                            | 小学4年生→5年生                                                             | 魔法の国の住人                                                 | |
| 1982         | 魔法のプリンセス ミンキーモモ                                 | フェナリナーサのミンキーモモ                                        | 12歳(変身前)→18歳(変身後)                                                   | 夢の国の王女                                                   | 地球に夢を取り戻す／自分の夢を自分の力で叶える                                                                       |
| 1983         | 魔法の天使クリィミーマミ                                      | クリィミーマミ（森沢優）                                            | 10歳(変身前)→16歳(変身後)                                                   | 妖精から期間限定で魔法の力を授かる                             | |
| 1984         | 魔法の妖精ペルシャ                                            | 速水ペルシャ                                                        | 11歳                                                                        | 妖精から魔法の力を授かる                                       | 愛のエネルギーを集める                                                                                               |
| 1985         | 魔法のスター マジカルエミ                                     | マジカルエミ（香月舞）                                              | 11歳(変身前)→16歳(変身後)                                                   | 妖精から魔法の力を授かる                                       | |
| 1986         | 魔法のアイドル パステルユーミ                                 | 花園ユーミ                                                          | 10歳                                                                        | 妖精から魔法のステッキを授かる                                 | |
| 1988         | ひみつのアッコちゃん                                          | 加賀見アツコ                                                        | 小学5年生                                                                   | 鏡の精から魔法のコンパクトを授かる                             | |
| 1989（参考） | 魔法少女ちゅうかなぱいぱい!                                   | ぱいぱい                                                            | 見た目は20代                                                                | 中華魔界の住民                                                 | 恋人の行方を捜す |
| 1989（参考） | 魔女の宅急便                                                  | キキ                                                                | 13歳                                                                        | 魔女                                                           | 修行のため |
| 1989（参考） | 魔法使いサリー                                                | 夢野サリー                                                          | 小学5年生                                                                   | 魔法の国の王女                                                 | |
| 1990（参考） | 美少女仮面ポワトリン                                          | ポワトリン（村上ユウコ）、他                                        | 高校2年生                                                                   | 神様から力を授かる                                             | 平和を護る |
| 1990         | 魔法のエンジェル スイートミント                               | ミント                                                              | 12歳                                                                        | 魔法の国の王女                                                 | 女王になるための修行                                                                                                 |
| 1991         | 魔法のプリンセス ミンキーモモ 夢を抱きしめて                  | マリンナーサのミンキーモモ                                          | 12歳(変身前)→18歳(変身後)                                                   | 夢の国の王女                                                   | 人間の国で遊ぶ／人間の夢を見守る                                                                                     |
| 1992         | 花の魔法使いマリーベル                                        | マリーベル・フォン・デカッセ                                        | 実年齢50万歳。人間年齢換算5歳                                               | 花魔法界からやってきた花の魔法使い                             | 人類と自然と妖精の共存を見守り、手助けする／会いたいと願う人の前に現れる                                             |
| 1992         | 美少女戦士セーラームーンシリーズ                              | セーラームーン（月野うさぎ）／セーラーちびムーン（ちびうさ）、他    | 14→16歳／実年齢900歳ぐらいで見た目は8歳（テレビアニメ版は見た目通りの年齢） | 前世の因縁／未来の因縁（ちびうさ）                             | 銀水晶、月のプリンセスを探し出し守る／敵から世界を救うために戦う／奪われた最愛の人を敵の魔の手から救う               |
| 1992         | ヤダモン                                                      | ヤダモン                                                            | 人間推定年齢5歳                                                             | 魔女                                                           | 修行のため |
| 1992         | 姫ちゃんのリボン                                              | 野々原姫子                                                          | 中学1年→2年。最終回で3年生となる                                            | 魔法の国の王女から魔法のリボンを授かる                         | 王女の魔法実験に協力                                                                                                 |
| 1994         | 赤ずきんチャチャ                                              | チャチャ                                                            | 見た目は10~12歳                                                             | 王女／見習い魔法使い                                           | |
| 1994         | 愛と勇気のピッグガール とんでぶーりん                         | ぶーりん（国分果林）                                                | 中学生                                                                      |                                                                | |
| 1994         | 魔法騎士レイアース                                            | 獅堂光、他                                                          | 14歳の中学2年生                                                             | 異世界において導師から魔法を授かる                             | 異世界を救うために戦う                                                                                               |
| 1995         | 愛天使伝説ウェディングピーチ                                  | ウェディングピーチ （花咲ももこ）、他                               | 中学1年生                                                                   | 人間と天使のハーフ                                             | サムシング・フォーを探し出し守る/悪魔界の一味から世界を救う為に戦う/奪われた最愛の人を敵の魔の手から救う             |
| 1995         | ナースエンジェルりりかSOS                                     | ナースエンジェルりりか（森谷りりか）                                | 小学4年生                                                                   | 前世の因縁                                                     | 命の花を探し出す/ダークジョーカーから世界を救うために戦う                                                            |
| 1995         | 怪盗セイント・テール                                          | 怪盗セイント・テール（羽丘芽美）                                    | 中等部2年                                                                   | 怪盗（義賊）                                                   | 奪還を目的とした人助け                                                                                               |
| 1996         | 魔法使いTai!                                                  | 沢野口沙絵、他                                                      | 高校2年生                                                                   | 魔法の研究者                                                   | |
| 1996         | 魔法少女プリティサミー                                        | プリティサミー（河合砂沙美）／ピクシィミサ（天野美紗緒）            | 8歳。実年齢708歳                                                            | 魔法の国の女王候補より力を授かる                               | |
| 1998         | ふしぎ魔法ファンファンファーマシィー                          | ぽぷり                                                              | 見た目は10~12歳                                                             | 魔女の弟子                                                     | |
| 1998         | ひみつのアッコちゃん                                          | 加賀美あつこ                                                        | 小学5年生                                                                   | 鏡の精から魔法のコンパクトを授かる                             | |
| 1998         | カードキャプターさくら                                        | 木之本桜                                                            | 小学4年生→5年生                                                             | 魔法のカードの守護者に選ばれる                                 | 災いを防ぐためカードを封印する                                                                                       |
| 1998         | 魔法のステージ ファンシーララ                                 | ファンシーララ（篠原みほ）                                          | 9歳。小学3年生                                                              | 妖精から魔法のペンとスケッチブックを授かる                     | |
| 1999         | おジャ魔女どれみシリーズ                                      | 春風どれみ、他                                                      | 初登場は小学3年生、詳しくはおジャ魔女どれみの登場人物を参照                 | 魔女の弟子                                                     | 師の呪いを解くために修行する                                                                                         |
| 1999         | 神風怪盗ジャンヌ                                              | 怪盗ジャンヌ（日下部まろん）                                        | 高校2年生                                                                   | 前世の因縁                                                     | 美術品に憑依した悪魔を封印する                                                                                       |
| 1999         | コレクター・ユイ                                              | コレクター・ユイ（春日結）他                                        | 中学2年生                                                                   |                                                                | インターネット世界を守る                                                                                             |
| 2000         | Cardcaptors                                                   | Sakura Avalon／Li Showron                                           | 小学4年生→5年生                                                             | 魔法のカードの守護者に選ばれる                                 | 災いを防ぐためカードを封印する                                                                                       |
| 2001         | Cosmic Baton Girl コメットさん☆                               | コメット                                                            | 見た目は10歳程度                                                            | 異星の王女                                                     | 王子の捜索、輝き探し                                                                                                 |
| 2002         | 満月をさがして                                                | フルムーン（神山満月）                                              | 12歳(変身前)→16歳(変身後)                                                   | 死神から力を借りる                                             | 余命1年の間に歌を歌い続ける／亡くなった想い人に会う                                                                  |
| 2002         | ナースウィッチ小麦ちゃんマジカルて                            | 中原小麦／国分寺こより                                              | 中等部二年生。14歳                                                          |                                                                | |
| 2002         | プリンセスチュチュ                                            | プリンセスチュチュ（あひる）／プリンセスクレール（るう）            | 見た目は10~12歳                                                             | 物語の作者によって物語の中に招き入れられた鳥のアヒル／大鴉の娘 | 物語の中の王子様の心を取り戻す／物語の進行（解放）の阻止                                                             |
| 2002         | 東京ミュウミュウ                                              | ミュウイチゴ(桃宮いちご)、他                                        | 中学生1年生                                                                 | 遺伝子組み換え（キマイラ）                                     | 超物質・ミュウアクアを探し出し守る/エイリアン(古代人類)から世界を救うために戦う/奪われた最愛の人を敵の魔の手から救う |
| 2003         | マーメイドメロディぴちぴちピッチシリーズ                      | 七海るちあ、他                                                      | 中学生                                                                      | マーメイド、王女                                               | 自身が持つ真珠を敵の魔の手から守る／自身を狙う王の一味から世界を救うために戦う／奪われた最愛の人を敵の魔の手から救う |
| 2003         | ウルトラマニアック                                            | 佐倉仁菜                                                            | 中学生                                                                      | 魔法中学からの留学生                                           | |
| 2004         | ふたりはプリキュア／ふたりはプリキュア Max Heart              | キュアブラック（美墨なぎさ）／キュアホワイト（雪城ほのか）、他      | 中学2年生→中学3年生                                                         | 妖精から力を授かる                                             | 人間界と妖精界を救うために戦う                                                                                       |
| 2004         | 魔法少女隊アルス                                              | アルス、他                                                          | 11歳                                                                        | 魔女見習い                                                     | 魔女検定に合格する                                                                                                   |
| 2004         | 魔法少女リリカルなのはシリーズ                                | 高町なのは、他                                                      | 第1期は9歳。他の作品中での年齢は高町なのはのページを参照。                  | 異世界から魔法の杖を託される                                   | 散らばったジュエルシードの討伐＆回収に協力                                                                           |
| 2004         | ウィッチ -W.I.T.C.H.-                                         | ウィル・ヴァンドム、他                                              | 14歳                                                                        | ガーディアンの力に目覚める                                     | 宇宙を悪から守る |
| 2004         | Winx Club                                                     | ブルーム、他                                                        | 16～19歳                                                                    | 妖精                                                           | 妖精界を守る |
| 2005         | 撲殺天使ドクロちゃん                                          | ドクロちゃん                                                        | 中学2年生(見た目)                                                           | 未来から来た天使                                               | 未来世界で犯罪者となってしまった男性の過去を改変し、彼が罪を犯さないようにする                                       |
| 2005         | ふしぎ星の☆ふたご姫                                           | ファイン／レイン                                                    | 8歳／8歳                                                                    | ふしぎの国のプリンセス                                         | 一人前のプリンセスになるために修行する                                                                               |
| 2005         | シュガシュガルーン                                            | ショコラ=メイユール（加藤ショコラ）／バニラ=ミュー（愛須バニラ）    | 人間でいうと10歳                                                            | 魔界の住民                                                     | 女王になるための試験                                                                                                 |
| 2005         | まじかるカナン                                                | 柊ちはや（カーマイン）／水城さやか（セルリアンブルー）              |                                                                             | 妖精から魔法の力を授かる                                       | 魔法の国の「種」に汚染された人間を元に戻す                                                                           |
| 2005         | 奥さまは魔法少女                                              | アニエス・ベル（浅羽嬉子）                                          | 27歳                                                                        | 魔法界の住人／人間界の管理人                                   | 世界の存続 |
| 2005         | 魔女っ娘つくねちゃん                                          | つくね                                                              | 不明。見た目は小学5～6年生                                                  | 魔女                                                           | |
| 2006         | ふたりはプリキュア Splash Star                                | キュアブルーム（日向咲）、キュアイーグレット（美翔舞）              | 中学2年生                                                                   | 妖精から力を授かる                                             | 人間界と妖精界を守る                                                                                                 |
| 2006         | 大魔法峠                                                      | 田中ぷにえ                                                          | 不明。中学校に転入                                                          | 魔法の国の王女                                                 | 女王になるための修行                                                                                                 |
| 2006         | 砂沙美☆魔法少女クラブ                                         | 小学5年生                                                           | 岩倉砂沙美、他                                                              | 魔女                                                           | |
| 2006         | 出ましたっ!パワパフガールズZ                                  | ハイパー・ブロッサム（赤堤ももこ）、他                              | 中学1年生。13歳                                                             | 特殊物質を浴びて能力を得た                                     | |
| 2007         | Yes!プリキュア5／Yes!プリキュア5GoGo!                         | キュアドリーム（夢原のぞみ）、他                                    | 14歳、中学2年生                                                             | 妖精から力を授かる                                             | 人間界と妖精界を守る                                                                                                 |
| 2007         | オシャレ魔女 ラブandベリー しあわせのまほう                   | ラブ／ベリー                                                        | 14歳                                                                        | 魔女学校の生徒                                                 | 魔法を使ったダンスバトル                                                                                             |
| 2007         | かみちゃまかりん                                              | 花園花鈴、他                                                        | 中学1年生                                                                   | 神様                                                           | |
| 2007         | もえたん                                                      | パステルいんく（虹原いんく）、他                                    | 見た目は小学生。実年齢は高校3年生。                                         |                                                                | |
| 2007         | しゅごキャラ!シリーズ                                         | 日奈森亜夢、他                                                      | 初期は小学5年生。詳細はしゅごキャラ!の登場人物を参照。                      | 特殊な守護霊の持ち主                                           | 自己実現 |
| 2008         | ストライクウィッチーズシリーズ                                | 宮藤芳佳、他                                                        | 14歳→16歳（劇場版）                                                         | 魔女                                                           | 軍人として異形の敵と戦う                                                                                             |
| 2008         | 巴啦啦小魔仙シリーズ                                          | 小藍、他                                                            |                                                                             | 小魔仙（魔法少女）                                             | |
| 2009         | フレッシュプリキュア!                                         | キュアピーチ（桃園ラブ）、他                                        | 14歳                                                                        | 妖精から力を授かる                                             | 人間界と異世界を守る                                                                                                 |
| 2009         | ジュエルペットシリーズ                                        | ルビー、他                                                          | 各シリーズで異なる                                                          | ジュエルペットとそのパートナー（一部例外あり）                 | 各シリーズで異なる                                                                                                   |
| 2009         | あにゃまる探偵 キルミンずぅ                                   | 御子神リコ、他                                                      | 小学5年生                                                                   |                                                                | |
| 2010         | ハートキャッチプリキュア!                                     | キュアブロッサム（花咲つぼみ）、他                                  | 14歳。中学2年生                                                             | 妖精から力を授かる                                             | 地球の砂漠化を防ぐ                                                                                                   |
| 2010         | ひめチェン!おとぎちっくアイドル リルぷりっ                    | りんご（雪森りんご）、他                                            | 小学生低学年(変身前)→小学生中高学年(変身後)                                 | プリンセスの素質を持った女の子                                 | ハピネストーンを集める(人を喜ばせ幸せにする)                                                                         |
| 2011         | 魔法少女まどか☆マギカシリーズ                                 | 鹿目まどか／暁美ほむら、他                                          | 中学2年生                                                                   | 願いと引き換えに魔法少女になる契約を結ぶ                       | 魔女及び使い魔の駆除 （グリーフシードの入手によるソウルジェム浄化）                                                  |
| 2011         | スイートプリキュア♪                                           | キュアメロディ（北条響）／キュアリズム（南野奏）、他                | 14歳。中学2年生                                                             | 妖精から力を授かる                                             | 音符を回収し伝説の楽譜を完成させる                                                                                   |
| 2011         | 快盗天使ツインエンジェル〜キュンキュン☆ときめきパラダイス!!〜 | レッドエンジェル（水無月遥）／ブルーエンジェル（神無月葵）、他      | 15歳。高校1年生                                                             |                                                                | 宝物の奪還 |
| 2011         | 放課後のプレアデス                                            | すばる、他                                                          |                                                                             |                                                                | |
| 2012         | スマイルプリキュア!                                           | キュアハッピー（星空みゆき）、他                                    | 14歳。中学2年生                                                             | 妖精から力を授かる                                             | 最悪の結末から人間界と妖精界を守る                                                                                   |
| 2012         | ブラック★ロックシューター                                     | 黒衣マト                                                            | 中学1年生                                                                   | 思念体「ブラックロックシューター」と融合した人間               | |
| 2012         | 黒魔女さんが通る!!                                            | 黒鳥千代子                                                          | 小学5年生                                                                   | 魔界の血をひく魔力をもった人間                                 | 1人前の黒魔女を目指す                                                                                                |
| 2013         | ドキドキ!プリキュア                                           | キュアハート（相田マナ）、他                                        | 14歳。中学2年生                                                             | 妖精から力を授かる                                             | 人間界を守りつつ異世界の王女を探す                                                                                   |
| 2013         | Fate/kaleid liner プリズマ☆イリヤシリーズ                     | イリヤスフィール・フォン・アインツベルン、他                        | 小学5年生                                                                   | 魔法のステッキから力を授かる                                   | 災いを防ぐ為カードを回収する                                                                                         |
| 2013         | リトルウィッチアカデミアシリーズ                              | アツコ・カガリ、他                                                  | 16歳                                                                        | 魔法学校の生徒                                                 | 魔女になるため魔法学校で学ぶ                                                                                         |
| 2014         | ハピネスチャージプリキュア!                                   | キュアラブリー（愛乃めぐみ）／キュアプリンセス（白雪ひめ）、他      | 14歳。中学2年生                                                             | 妖精から力を授かる                                             | 人間界を守りみんなを幸せにする                                                                                       |
| 2014         | 結城友奈は勇者である                                          | 結城友奈                                                            | 14歳。中学2年生                                                             | 世界を統べる組織『大赦』によって派遣された使者                 | バーテックスと呼ばれる敵の打破                                                                                       |
| 2014         | まじもじるるも                                                | るるも、他                                                          | 見た目は15歳程度。実年齢は315歳                                             | 魔界の住人                                                     | 契約者の願いを叶える                                                                                                 |
| 2014         | アイドルプリンセス★ロリロック                                 | アイリス、他                                                        | 15歳                                                                        | 魔法の国のプリンセス                                           | 魔法と歌の力で悪と戦い、魔法の国を救う                                                                               |
| 2014         | ウィッチクラフトワークス                                      | 火々里綾火、他                                                      | 高校生                                                                      | 魔女                                                           | 封印された魔女の宿主を守る                                                                                           |
| 2015         | Go!プリンセスプリキュア                                       | キュアフローラ（春野はるか）、他                                    | 13歳。中学1年生                                                             | 妖精から力を授かる                                             | 人々の夢を守り絶望に閉じ込められた異世界を解放する                                                                   |
| 2015         | マジカルパティシエ小咲ちゃん!!                                | マジカルパティシエ小咲ちゃん（小野寺小咲）、他                      | 高校2年生                                                                   | 妖精と魔法少女の契約を交わす                                   | 悪の手先から世界の平和を守る                                                                                         |
| 2015         | 悪魔バスター★スター・バタフライ                               | スター・バタフライ                                                  | 14歳。中学生                                                                | 魔法の国のプリンセス                                           | 魔法のステッキを使いこなすため地球で修行                                                                             |
| 2015         | 美男高校地球防衛部LOVE!／美男高校地球防衛部LOVE!LOVE!         | バトラヴァ・スカーレット（箱根有基）、他                            | 男子高校生                                                                  | 地球外生命体（ウォンバット）から強制的に力を授かる             | 愛で地球を守る |
| 2016         | 魔法つかいプリキュア!                                         | キュアミラクル（朝日奈みらい）／キュアマジカル（十六夜リコ）、他    | 14歳。中学2年生                                                             | 魔法の力で変身、魔法学校の生徒                                 | 人間界にある魔法の宝石を探す                                                                                         |
| 2016         | 魔法少女なんてもういいですから。                              | 葉波ゆずか、他                                                      | 14歳。中学2年生                                                             | 妖精から力を授かる                                             | |
| 2016         | ふらいんぐうぃっち                                            | 木幡真琴                                                            | 15歳。高校1年生                                                             | 魔女                                                           | しきたりに従って家を出て独り立ちし修行をする                                                                         |
| 2016（参考） | 魔法少女?なりあ☆がーるず                                      | うらら、他                                                          |                                                                             |                                                                | 国民的キャラクターになることを目指し自ら魔法少女アニメを作り上げる                                                   |
| 2016         | 装神少女まとい                                                | 皇まとい、他                                                        | 14歳                                                                        | 神懸りの儀によって神を降ろして変身                             | 退魔活動を行う |
| 2016         | 終末のイゼッタ                                                | イゼッタ                                                            | 15歳                                                                        | 魔女の一族の末裔                                               | 自らが住む国を大国の侵略から守る                                                                                     |
| 2016         | 魔法少女育成計画                                              | スノーホワイト（姫河小雪）、他                                      | 中学2年生                                                                   | ソーシャルゲームのプレイヤーの中から選ばれる                   | 魔法少女同士の殺し合いから生き延びる                                                                                 |
| 2017         | キラキラ☆プリキュアアラモード                                 | キュアホイップ（宇佐美いちか）、他                                  | 14歳。中学2年生                                                             | 妖精から力を授かる                                             | スイーツを守る |
| 2018         | メルヘン・メドヘン                                            | 鍵村葉月、他                                                        |                                                                             | 魔法の本から選ばれる                                           | 魔法使いになるため魔法学園で学ぶ                                                                                     |
| 2018         | HUGっと!プリキュア                                            | キュアエール（野乃はな）、他                                        | 14歳。中学2年生                                                             | 妖精から力を授かる                                             | 明日を作る力とそれを持つ赤ちゃんを守る                                                                               |
| 2018         | 魔法少女サイト                                                | 朝霧彩、他                                                          | 14歳。中学2年生                                                             | ウェブサイトが不幸な少女に力を与える                           | |
| 2018         | 魔法少女 俺                                                   | 卯野さき（魔法少女オレ）、他                                        |                                                                             | 強い恋心が元で魔法少女へと変身できるようになる                 | |
| 2019         | 魔法少女特殊戦あすか                                          | ラプチャー☆あすか（大鳥居あすか）、他                               | 高校生                                                                      | 精霊界からの軍事支援によって力を得る                           | 自国を様々な戦闘から守る                                                                                             |
| 2019         | スター☆トゥインクルプリキュア                                 | キュアスター（星奈ひかる）、他                                      | 14歳。中学2年生                                                             | 妖精から力を授かる                                             | 宇宙を司る12人のプリンセスが変化したペンを探し、宇宙が闇に飲み込まれるのを阻止する                                   |
| 2019         | まちカドまぞくシリーズ                                        | 吉田優子（シャミ子）／千代田桃、他                                  | 高校1年生                                                                   | 闇の一族の少女が光の一族の魔法少女に勝つために戦う             | |
| 2020         | マギアレコード 魔法少女まどか☆マギカ外伝                      | 環いろは／鹿目まどか、他                                            | 中学3年生／中学2年生                                                        | 願いと引き換えに魔法少女になる契約を結ぶ                       | 魔女・使い魔・ウワサの駆除 （グリーフシードの入手によるソウルジェム浄化）                                            |
| 2020         | ヒーリングっど♥プリキュア                                     | キュアグレース（花寺のどか）、他                                    | 14歳。中学2年生                                                             | 妖精から力を授かる                                             | 地球をむしばみ病気にしようとする敵と戦い、地球と異世界を守る                                                         |
| 2020         | キャッチ!ティニピンシリーズ                                   | ローミー                                                            | 小学5年生                                                                   | 異世界の王女                                                   | 逃げ出した妖精を回収する                                                                                             |
| 2020         | カードファイト!! ヴァンガード外伝 イフ-if-                    | 先導エミ                                                            | 中学1年生(先導エミ)                                                         |                                                                | ヴァンガードのユニットを召喚して悪の手先「ジャマー」と戦う                                                           |
| 2020         | ミュークルドリーミーシリーズ                                  | 日向ゆめ／みゅー、他                                                | 13歳。中学1年生                                                             | お空の上の女王から力を授かる                                   | パートナーのぬいぐるみとともに夢の中に入り人々の悪夢を解消するとともに、ドリーミーストーンを集める                   |
| 2021         | トロピカル〜ジュ!プリキュア                                   | キュアサマー（夏海まなつ）                                          | 13歳。中学1年生                                                             | 妖精から力を授かる                                             | やる気を奪う敵と戦い、海底の王国を救う                                                                               |
| 2021         | ワッチャプリマジ!                                             | 陽比野まつり／みゃむ、他                                            | 中学1年生／魔法使い                                                         | 魔法使いにスカウトされる                                       | 魔法のステージでトップアイドルを目指す                                                                               |
| 2022         | デリシャスパーティ♡プリキュア                                 | 和実ゆい（キュアプレシャス）、他                                    | 14歳。中学2年生                                                             | 妖精から力を授かる                                             | 怪盗から奪われた料理の書物と妖精を取り返す                                                                           |
| 2022         | ブラック★★ロックシューター DOWN FALL                          | エンプレス/ブラックロックシューター                                 |                                                                             | 人間の少女を改造して作られた                                   | |
| 2023         | ひろがるスカイ!プリキュア                                     | ソラ・ハレワタール（キュアスカイ）、他                              | 14歳。中学2年生                                                             | 異世界の王女から力を授かる                                     | 幼い王女を敵組織から守る                                                                                             |
| 2023         | 魔法少女マジカルデストロイヤーズ                              | アナーキー、他                                                      |                                                                             |                                                                | 弾圧されたオタク文化を取り戻すため戦う                                                                               |
| 2024         | 魔法少女にあこがれて                                          | 柊うてな（マジアベーゼ）、花菱はるか（マジアマゼンタ）、他          |                                                                             |                                                                | 悪の組織の女幹部となった少女が魔法少女たちと戦う                                                                     |
| 2024         | わんだふるぷりきゅあ!                                         | 犬飼こむぎ（キュアワンダフル）／ 犬飼いろは（キュアフレンディ）、他 | 飼い犬（人間時は中学2年生相当）／14歳。中学2年生                            | 鏡石から力を授かる                                             | 悪に囚われた動物たちを救う                                                                                           |
| 2024         | かつて魔法少女と悪は敵対していた。                            | 深森白夜（グラスハピネス）                                          | 年齢不明（中学卒業済）                                                      |                                                                | |
| 2024         | 株式会社マジルミエ                                            | 桜木カナ、越谷仁美、他                                              | 社会人                                                                      | 魔法少女を生業とする企業に就職                                 | 「怪異」と呼ばれる自然災害を退治                                                                                     |
| 2024         | アクロトリップ                                                | 伊達地図子（ダンテ）、乃苺佳寿（ベリーブロッサム）                  | 中学2年生/高校生                                                            |                                                                | |
| 2025         | キミとアイドルプリキュア♪                                     | 咲良うた（キュアアイドル）、他                                      | 14歳、中学2年生                                                             | 妖精から力を授かる                                             | 異世界に光を取り戻す                                                                                                 |
| 2025         | プリンセッション・オーケストラ                                | 空野みなも（プリンセス・リップル）、他                              | 14歳、中学2年生                                                             | 自身から発生した歌のカケラによって変身する                     | 異世界を襲撃する敵と戦う                                                                                             |

## 作品設定
| 年           | 題名                                                          | 力         | 力の詳細                                                             | 備考 |
| ------------ | ------------------------------------------------------------- | ---------- | -------------------------------------------------------------------- | --- |
| 1964（参考） | 奥さまは魔女                                                  | 万能       |                                                                      | アメリカのテレビドラマ。1966年に日本で放送され、少女の人気を得た事が『魔法使いサリー』の製作に繋がった。 |
| 1966         | 魔法使いサリー                                                | 万能       |                                                                      | 異世界から魔法少女が来るパターンの元祖。 |
| 1969         | ひみつのアッコちゃん                                          | 変身       | 望んだものへの変身                                                   | 一般人が魔法少女となるパターンの元祖。魔法の使用に特定のアイテムが必要となる設定の元祖。 |
| 1970         | 魔法のマコちゃん                                              | 万能       | 発動にはアイテム（ペンダント）が必要                                 | |
| 1971         | さるとびエッちゃん                                            | 忍術       | 体術やからくり等を駆使した忍術                                       | |
| 1971（参考） | 好き! すき!! 魔女先生                                         | 万能/変身  | 戦闘形態への変身                                                     | 途中まで魔法物であったが、路線変更で史上初の変身ヒロイン物になる。 |
| 1972         | 魔法使いチャッピー                                            |            |                                                                      | |
| 1973         | ミラクル少女リミットちゃん                                    | 強化       | 改造による肉体強化と所持品に内蔵したハイテク装備                     | |
| 1973（参考） | キューティーハニー                                            | 変身       | 戦闘形態及び職業婦人のコスチュームへの変身                           | 戦う魔法少女像の元となった作品。 |
| 1974         | 魔女っ子メグちゃん                                            |            |                                                                      | 主人公と同等に魔法を扱うライバルキャラクターの出現。 |
| 1978         | 魔女っ子チックル                                              |            |                                                                      | 主人公チックルは人間のチーコと常に行動しており、ダブルヒロインものの元祖と言える。 |
| 1979         | 花の子ルンルン                                                | 変身       | 職業コスチュームへの変身                                             | フラワーヌ星の使者から花の魔法を授かる |
| 1980         | 魔法少女ララベル                                              |            |                                                                      | |
| 1982         | 魔法のプリンセス ミンキーモモ                                 | 変身       | 大人への変身                                                         | ダンス要素を組み込んだ変身シーンが描かれる作品の元祖。「魔法で世界を変える」という概念に対する疑問を提示した作品。                                                                                               |
| 1983         | 魔法の天使クリィミーマミ                                      | 変身       | 大人（アイドル）への変身                                             | 変身後の自分と本当の自分との間での葛藤を描いた作品。 |
| 1984         | 魔法の妖精ペルシャ                                            | 変身       | 大人への変身                                                         | |
| 1985         | 魔法のスター マジカルエミ                                     | 変身       | 大人（マジシャン）への変身                                           | 変身後の自分と本当の自分との間での葛藤を描いた作品。 |
| 1986         | 魔法のアイドル パステルユーミ                                 | 変身       | 描いたものを実体化させる                                             | ぴえろ魔法少女シリーズで唯一変身能力を持たない。 |
| 1988         | ひみつのアッコちゃん                                          | 変身       | 望んだ姿への変身                                                     | リメイク作品。 |
| 1989（参考） | 魔法少女ちゅうかなぱいぱい!                                   |            |                                                                      | 『東映不思議コメディーシリーズ』第9作目。これ以後、シリーズ最終作まで美少女物となる。 |
| 1989（参考） | 魔女の宅急便                                                  | 飛行       | 箒で空を飛ぶ                                                         | 魔法少女ではない、（フィクション上の）本来の魔女のイメージに基づいた作品。魔女の存在が周知された世界観。 |
| 1989         | 魔法使いサリー                                                | 万能       |                                                                      | 続編風リメイク作品。 |
| 1990         | 美少女仮面ポワトリン                                          | 変身       | 戦闘形態への変身                                                     | 『東映不思議コメディーシリーズ』第11作目。 |
| 1990         | 魔法のエンジェル スイートミント                               | 変身       | 職業変身                                                             | 従前の変身魔法少女とことなり、変身は衣装のみで体型が変わらない |
| 1991         | 魔法のプリンセス ミンキーモモ 夢を抱きしめて                  | 変身       | 大人への変身／万能                                                   | 『魔法のプリンセス ミンキーモモ』（1982年）の続編。 |
| 1992         | 花の魔法使いマリーベル                                        | 万能       | 魔法の使用に制約なし／嫌がる人に強制するなどはできない               | より効果の強い「花魔法」の使用時に専用の衣装に変わる変身シーンのような物がある |
| 1992         | 美少女戦士セーラームーンシリーズ                              | 変身       | 戦闘形態への変身                                                     | 戦隊（チームヒロイン）物の要素が加わる作品の元祖。この作品によって戦闘美少女系魔法少女物がジャンルとして確立された。                                                                                             |
| 1992         | ヤダモン                                                      |            |                                                                      | |
| 1992         | 姫ちゃんのリボン                                              | 変身       | 他人への変身／分身魔法                                               | |
| 1994         | 赤ずきんチャチャ                                              | 変身/魔法  | 戦闘形態への変身、体系的な魔法                                       | 原作はただの異世界ギャグファンタジーであったが、アニメ化の際に魔法少女的な要素が付け加えられた。 |
| 1994         | 愛と勇気のピッグガール とんでぶーりん                         | 変身       | ブタに変身                                                           | |
| 1994         | 魔法騎士レイアース                                            | 変身       | 戦闘形態への変身（防具）                                             | 二部構成。第二章ではロボットバトルアクション。 |
| 1995         | 愛天使伝説ウェディングピーチ                                  | 変身       | 戦闘形態への変身                                                     | ウェディングドレスから戦闘服へ二段変身する。 |
| 1995         | ナースエンジェルりりかSOS                                     | 変身       | 戦闘形態への変身                                                     | |
| 1995         | 怪盗セイント・テール                                          | 手品       | 魔法ではない                                                         | 魔法少女作品の演出や作劇パターンを踏襲している。 |
| 1996         | 魔法使いTai!                                                  | 魔法       | 体系的な魔法                                                         | |
| 1996         | 魔法少女プリティサミー                                        | 変身       | 戦闘形態への変身／各種能力                                           | 『天地無用!』シリーズのスピンオフ作品。ライバル魔法少女＝黒のボンテージ風衣装の元祖。 |
| 1998         | ふしぎ魔法ファンファンファーマシィー                          | 魔法       |                                                                      | |
| 1998         | ひみつのアッコちゃん                                          | 変身       | 望んだものへの変身                                                   | リメイク作品。 |
| 1998         | カードキャプターさくら                                        | 魔法       | カードを通じた魔法の行使                                             | 変身する代わりにコスプレをする。同じくカードキャプターである少年も専用の衣装で魔法を使う。 |
| 1998         | 魔法のステージ ファンシーララ                                 | 変身       | 大人（ファッションモデル）への変身／描いたものを実体化させる         | ぴえろ魔法少女シリーズ最終作。 |
| 1999         | おジャ魔女どれみシリーズ                                      | 魔法       | 体系的な魔法                                                         | 純魔法少女作品としては珍しく、チームヒロイン物となっている。主人公と対立する魔法少年チームも登場。 |
| 1999         | 神風怪盗ジャンヌ                                              | 変身       | 戦闘形態への変身、怪盗として活躍する                                 | |
| 1999         | コレクター・ユイ                                              | 変身       | 戦闘形態への変身                                                     | 電脳世界にダイブした際のアバターが変身する。 |
| 2000         | Cardcaptors                                                   | 魔法       | カードを通じた魔法の行使                                             | 『カードキャプターさくら』の北米ローカライズ版。基本設定や構成が大きく変更されている。 |
| 2001         | Cosmic Baton Girl コメットさん☆                               | 魔法       | 星力、恋力                                                           | 2作あった特撮ドラマ作品『コメットさん』のアニメリメイク版。 |
| 2002         | 満月をさがして                                                | 変身       | 大人（歌手）への変身                                                 | 余命が短いという、変身魔法が必要な状況が設定されている。 |
| 2002         | ナースウィッチ小麦ちゃんマジカルて                            | 変身       | 戦闘形態への変身                                                     | 『The Soul Taker 〜魂狩〜』のスピンオフ作品。2016年には設定を一新したテレビシリーズが制作された。 |
| 2002         | プリンセスチュチュ                                            | 変身       | 物語の中の登場人物へと変身                                           | 物語に支配された街の中で、登場人物の役割を負わされた者たちの物語。バレエや、クラシック音楽のモチーフを多用している上、著者対登場人物というメタな構成を持つ。                                                     |
| 2002         | 東京ミュウミュウ                                              | 変身       | 戦闘形態への変身                                                     | 2022年・2023年にリブート版『東京ミュウミュウ にゅ〜♡』が放送。 |
| 2003         | マーメイドメロディぴちぴちピッチシリーズ                      | 変身       | 戦闘形態への変身                                                     | 直接的な攻撃はしないが、歌を歌うことで敵にダメージを与える。 |
| 2003         | ウルトラマニアック                                            | 変身       | パソコンを使用する電子魔法                                           | |
| 2004         | ふたりはプリキュア／ふたりはプリキュア Max Heart              | 変身       | 戦闘形態への変身                                                     | 変身後は主に肉弾戦を行う／友情がテーマ |
| 2004         | 魔法少女隊アルス                                              | 魔法       | 体系的な魔法                                                         | |
| 2004         | 魔法少女リリカルなのはシリーズ                                | 魔法       | 砲撃、斬撃、防御など、主に戦闘用                                     | 『とらいあんぐるハートシリーズ』のスピンオフ作品。SFめいた科学的魔法技術。 |
| 2004         | ウィッチ -W.I.T.C.H.-                                         |            |                                                                      | |
| 2004         | Winx Club                                                     |            |                                                                      | |
| 2005         | 撲殺天使ドクロちゃん                                          | 死者蘇生   |                                                                      | |
| 2005         | ふしぎ星の☆ふたご姫                                           | 万能       |                                                                      | |
| 2005         | シュガシュガルーン                                            | 魔法       | 人間のハートを集める                                                 | 正統派ファンタジー作品。 |
| 2005         | まじかるカナン                                                |            |                                                                      | 同名アダルトゲームの一般向けテレビアニメ化 |
| 2005         | 奥さまは魔法少女                                              | 魔法       |                                                                      | |
| 2005         | 魔女っ娘つくねちゃん                                          |            |                                                                      | |
| 2006         | ふたりはプリキュア Splash Star                                | 変身       | 戦闘形態への変身                                                     | |
| 2006         | 大魔法峠                                                      | 万能       | 万能／サブミッション                                                 | |
| 2006         | 砂沙美☆魔法少女クラブ                                         | 魔法       |                                                                      | 『魔法少女プリティサミー』のスピンオフ作品。 |
| 2006         | 出ましたっ!パワパフガールズZ                                  | 変身       | 戦闘形態への変身                                                     | パワーパフガールズの日本アレンジ版。原作は『セーラームーン』から構想を得たもの。 |
| 2007         | Yes!プリキュア5／Yes!プリキュア5GoGo!                         | 変身       | 戦闘形態への変身                                                     | 妖精が追加の魔法少女となる。 2023年には大人に成長した姿を描く外伝作品『キボウノチカラ〜オトナプリキュア'23〜』が放送。                                                                                           |
| 2007         | オシャレ魔女 ラブandベリー しあわせのまほう                   | 変身       | お洒落な衣装への変身                                                 | 大人気を博したアーケードゲームのアニメ化。 |
| 2007         | かみちゃまかりん                                              | 変身       | 戦闘形態への変身                                                     | ギリシャ神話を題材の一つとしている。少年も変身する。 |
| 2007         | もえたん                                                      | 変身       |                                                                      | 萌えキャラと一緒に英単語学習がテーマ。 |
| 2007         | しゅごキャラ!シリーズ                                         | 変身       | 変身／特殊能力                                                       | 自己実現がテーマ。アイテム捜索、戦闘など従来作品の枠にはまらない要素もある。少年も変身する。 |
| 2008         | ストライクウィッチーズシリーズ                                |            |                                                                      | 架空戦記に魔法少女要素を組み込んだ作品。 |
| 2008         | 巴啦啦小魔仙シリーズ                                          | 変身、魔法 | 戦闘形態への変身、戦闘や日常をサポートする魔法                       | 中国の魔法少女作品。特撮ドラマ・映画とテレビアニメでシリーズ展開 |
| 2009         | フレッシュプリキュア!                                         | 変身       | 戦闘形態への変身                                                     | 敵幹部の一人が追加の魔法少女という展開。 |
| 2009         | ジュエルペットシリーズ                                        | 変身/魔法  | 勇気、愛、友情、他29種類の魔法(ダーク魔法の解除にも共通)/変身(第2期) | サンリオのキャラクターのアニメ作品 |
| 2009         | あにゃまる探偵 キルミンずぅ                                   | 変身       | 着ぐるみの動物や、動物に変身（2段変身）                              | 少年も変身する。 |
| 2010         | ハートキャッチプリキュア!                                     | 変身       | 戦闘形態への変身                                                     | 引退した元魔法少女である先輩戦士や（暫定的に）祖母も復帰して変身 |
| 2010         | ひめチェン!おとぎちっくアイドル リルぷりっ                    | 変身       | プリンセス（アイドル）への変身（身体的成長含む）                     | 従来のアイドル魔法少女とは異なり芸能事務所との接点の無い作品。アーケードゲームのアニメ化。 |
| 2011         | 魔法少女まどか☆マギカ                                         | 変身/魔法  | 戦闘形態への変身/願った奇跡に応じた魔法                              | 一般的な魔法少女のイメージに反してダーク・ファンタジーの作風を持つ作品。その後2010年代後半頃までに制作された魔法少女作品に多大な影響を与える。                                                                   |
| 2011         | スイートプリキュア♪                                           | 変身       | 戦闘形態への変身                                                     | 敵幹部であった妖精や、異世界の姫が追加戦士となる。 |
| 2011         | 快盗天使ツインエンジェル〜キュンキュン☆ときめきパラダイス!!〜 | 変身       | 戦闘形態への変身                                                     | オリジナルはパチスロ作品 |
| 2011         | 放課後のプレアデス                                            | 変身       | 戦闘形態への変身                                                     | 富士重工業のプロモーション企画として製作されたWebアニメ、後にテレビアニメ化 |
| 2012         | スマイルプリキュア!                                           | 変身       | 戦闘形態への変身                                                     | 同シリーズとしては数年ぶりに追加戦士が登場しなかったが、妖精が女王後継者として人間態をとった。 |
| 2012         | ブラック★ロックシューター                                     | 戦闘       |                                                                      | 同人作家によるイラスト及びVOCALOID楽曲のアニメ化 |
| 2012         | 黒魔女さんが通る!!                                            | 魔法       |                                                                      | 変身ではなく、魔力のたまったゴスロリ服を着て修行を行う。 |
| 2013         | ドキドキ!プリキュア                                           | 変身       | 戦闘形態への変身                                                     | おジャ魔女どれみ同様異世界の赤ん坊を世話する。 |
| 2013         | Fate/kaleid liner プリズマ☆イリヤシリーズ                     | 変身/魔法  | 戦闘形態への変身/攻撃・戦闘補助の魔法                                | 原案はFate/stay night。 |
| 2013         | リトルウィッチアカデミアシリーズ                              | 魔法       | 体系的な魔法                                                         | 魔法学校を題材としている。『アニメミライ2013』の1作として制作された後、続編が劇場公開され、2017年にテレビアニメ版が改めて制作された。                                                                            |
| 2014         | ハピネスチャージプリキュア!                                   | 変身       | 戦闘形態への変身/特殊能力を持ったコスチュームへの変装                | 主人公のチームだけではなく世界中に戦士がいる。 |
| 2014         | 結城友奈は勇者である                                          | 変身       | 戦闘形態への変身                                                     | 戦闘ヒロインは『勇者』と呼ばれる。新日常系と呼ばれる作品群のうちの一つ。 |
| 2014         | まじもじるるも                                                | 万能       | 様々な魔法、戦闘用も存在する                                         | 生粋の魔女。 |
| 2014         | アイドルプリンセス★ロリロック                                 | 魔法、変身 | 様々な魔法、戦闘用も存在する                                         | フランスで制作された女児向けアニメ作品で、ヒロインたちがアイドルグループとして活動するなど、アイドル物の要素も含まれている。日本では2024年より放送。                                                             |
| 2014         | ウィッチクラフトワークス                                      | 魔法       | 特殊能力                                                             | |
| 2015         | Go!プリンセスプリキュア                                       | 変身       | 戦闘形態への変身                                                     | 敵幹部となっていた異世界の姫が追加戦士となる。 |
| 2015         | マジカルパティシエ小咲ちゃん!!                                | 変身       | 戦闘形態への変身                                                     | 『ニセコイ』からのスピンオフ作品。 |
| 2015         | 悪魔バスター★スター・バタフライ                               | 魔法       | 魔法のステッキを使うことで魔法を行使                                 | |
| 2015         | 美男高校地球防衛部LOVE!／美男高校地球防衛部LOVE!LOVE!         | 変身       | 戦闘形態への変身                                                     | ウォンバットの出現により、愛の戦士「バトルラヴァーズ」に変身して、本当に地球を防衛する羽目になってしまう。 |
| 2016         | 魔法つかいプリキュア!                                         | 変身/魔法  | 戦闘形態への変身/日常や戦闘時をサポートする魔法                      | シリーズ初となる純然な魔法少女設定が組み込まれている。また3作ぶりとなる妖精の赤ん坊の世話も行われ、その妖精が成長し追加戦士になるほか、映画版ではサポート役の妖精も映画限定の戦士となる。 2025年には続編が放送。 |
| 2016         | 魔法少女なんてもういいですから。                              | 変身/魔法  | キャラクター固有の魔法が使用可能                                     | 友達に恵まれなかった魔法少女に適性を持つ少女が敵の消滅で彷徨っていた妖精と出会って魔法少女になり魔法少女としての縁から繋がりが築かれてくコメディ漫画のアニメ化作品。                                             |
| 2016         | ふらいんぐうぃっち                                            | 魔法       | 箒による飛行や日常をサポートする魔法                                 | |
| 2016（参考） | 魔法少女?なりあ☆がーるず                                      |            |                                                                      | 劇中のキャラクターが自ら登場する魔法少女アニメを作る作品で、生放送し視聴者の意見を直接反映させる形態を取る。 |
| 2016         | 装神少女まとい                                                | 変身、退魔 | 戦闘形態への変身、魔を祓う能力                                       | 神社で巫女のアルバイトをしている少女が変身するという、神道を題材とした和風要素を組み込んだ作品。 |
| 2016         | 終末のイゼッタ                                                | 魔法       | 手に触れた物体に魔力を与える                                         | 第二次世界大戦のヨーロッパをモチーフとした世界でのファンタジー要素を組み込んだ架空戦記作品。 |
| 2016         | 魔法少女育成計画                                              | 変身、魔法 | 戦闘形態への変身とキャラクター固有の魔法が使用可能                   | 同名のライトノベルを原作とした、魔法少女によるバトルロイヤル要素を組み込んだダークファンタジー作品。 |
| 2017         | キラキラ☆プリキュアアラモード                                 | 変身       | 戦闘形態への変身                                                     | 主人公達はパティシエとしてスイーツ作りを行う。中盤から妖精が追加戦士となる。 |
| 2018         | メルヘン・メドヘン                                            | 変身・魔法 | 戦闘形態への変身、原書固有の魔法                                     | 実在の物語をモチーフにした魔法の本が登場する、魔法学校を舞台とした作品。 |
| 2018         | HUGっと!プリキュア                                            | 変身       | 戦闘形態や様々な職業への変身                                         | これまでのシリーズでも取り扱った育児を全面的にテーマに用いているほか、タイムパラドックスや追加戦士になるアンドロイドなどSF要素が盛り込まれている。                                                               |
| 2018         | 魔法少女サイト                                                | 魔法       | 与えられた力の行使                                                   | サイコスリラー要素を盛り込んだダークファンタジー作品。まどか☆マギカに近い設定が多数見受けられる |
| 2018         | 魔法少女 俺                                                   | 変身       | 戦闘形態への変身                                                     | アイドルの少女がふとしたきっかけで魔法少女になるが、変身後の姿が屈強な男になるというギャグ漫画のアニメ化作品。                                                                                                   |
| 2019         | 魔法少女特殊戦あすか                                          | 変身/魔法  | 戦闘形態への変身、それぞれに応じた戦闘魔法                           | 魔法少女にミリタリー要素を組み込んだアクション漫画作品のアニメ化 |
| 2019         | スター☆トゥインクルプリキュア                                 | 変身       | 戦闘形態への変身                                                     | 宇宙を舞台とし、シリーズで初めて宇宙人出身の戦士が登場する |
| 2019         | まちカドまぞくシリーズ                                        | 変身/魔法  | 戦闘形態への変身                                                     | 魔族の少女と魔法少女の戦いや日常を描いた4コマ漫画作品のアニメ化 |
| 2020         | マギアレコード 魔法少女まどか☆マギカ外伝                      | 変身/魔法  | 戦闘形態への変身/願った奇跡に応じた魔法                              | 『魔法少女まどか☆マギカ』を原作とした外伝ゲーム作品のアニメ化 |
| 2020         | ヒーリングっど♥プリキュア                                     | 変身       | 戦闘形態への変身                                                     | |
| 2020         | キャッチ!ティニピンシリーズ                                   | 変身/魔法  | 妖精から力を得て変身、それに応じた魔法を使う                         | 韓国発のCGアニメーション作品シリーズ。2022年には日本にも上陸。 |
| 2020         | カードファイト!! ヴァンガード外伝 イフ-if-                    | 変身/魔法  | 戦闘形態への変身、カードの実体化                                     | 「ヴァンガード」シリーズを原作とした初の外伝作品。 |
| 2020         | ミュークルドリーミーシリーズ                                  | 変身       | 戦闘形態への変身、夢へ入る能力                                       | |
| 2021         | トロピカル〜ジュ!プリキュア                                   | 変身       | 戦闘形態への変身                                                     | 当初サポート役だった人魚の少女も戦士になる |
| 2021         | ワッチャプリマジ!                                             | 変身・魔法 | 魔法によって演出されたステージでアイドルとして活動する               | 『プリティーシリーズ』10周年記念作品にして、初めて魔法の概念を導入した作品 |
| 2022         | デリシャスパーティ♡プリキュア                                 | 変身       | 戦闘形態への変身                                                     | |
| 2022         | ブラック★★ロックシューター DOWN FALL                          | 戦闘       |                                                                      | ブラック★ロックシューターの続編 |
| 2023         | ひろがるスカイ!プリキュア                                     | 変身       | 戦闘形態への変身                                                     | シリーズで初めてとなる異世界出身の主人公や少年・成人女性の戦士が登場する。 |
| 2023         | 魔法少女マジカルデストロイヤーズ                              |            |                                                                      | オタク文化が弾圧された世界で解放のために魔法少女たちと共に戦う革命者を描く。 |
| 2024         | 魔法少女にあこがれて                                          |            |                                                                      | 突然悪の組織の女幹部になってしまった少女を描くコメディ漫画作品のアニメ化。 |
| 2024         | わんだふるぷりきゅあ!                                         | 変身       | 戦闘形態への変身                                                     | シリーズで初めて犬が主人公として人間・戦士に変身する。 |
| 2024         | かつて魔法少女と悪は敵対していた。                            |            |                                                                      | 悪の組織の幹部が敵対関係にある魔法少女に一目惚れしたことから始まるラブコメ4コマ漫画作品のアニメ化。 |
| 2024         | 株式会社マジルミエ                                            | 変身、魔法 | 戦闘形態への変身、敵との戦闘に用いる魔法                             | 魔法少女をビジネス的職業として捉えた漫画作品のアニメ化。 |
| 2024         | アクロトリップ                                                |            |                                                                      | 魔法少女の大ファンの主人公が悪の組織と知り合ったことで組織の参謀として魔法少女と戦うコメディ漫画作品のアニメ化。                                                                                                 |
| 2025         | キミとアイドルプリキュア♪                                     | 変身       | 戦闘形態への変身                                                     | これまでのシリーズでもモチーフの一部となっていたアイドル要素を全面に出し、戦う傍らアイドルとしても活動する。 |
| 2025         | プリンセッション・オーケストラ                                | 変身       | 戦闘形態への変身                                                     | 『戦姫絶唱シンフォギア』シリーズのスタッフが制作に関わっており、同作品で重きをなす「歌いながら戦う」要素を採り入れている。                                                                                       |